# Północno-wschodni Filar Ganku

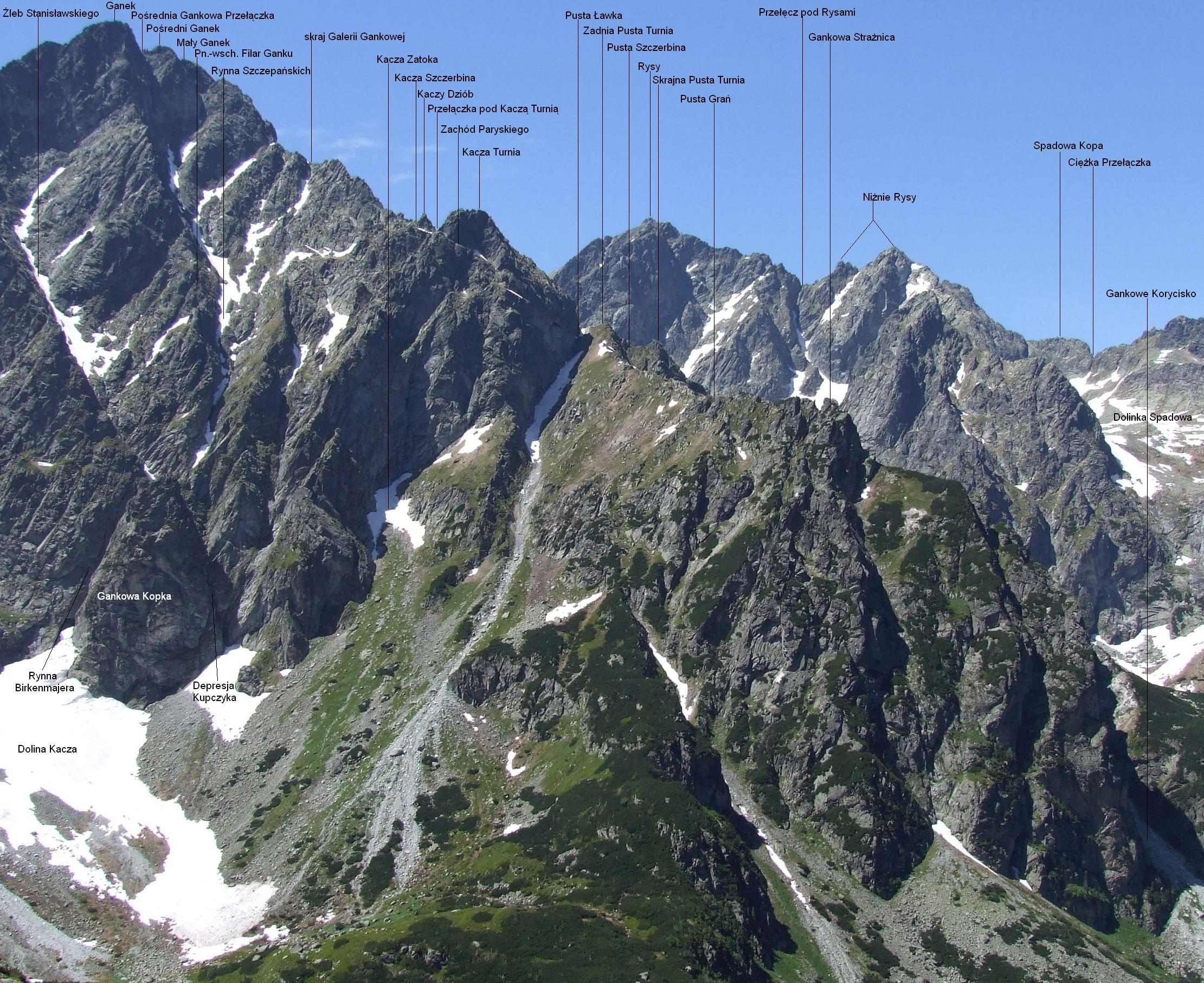
Widok z Doliny Litworowej

Północno-wschodni Filar Ganku – filar na północno-wschodnich urwiskach Ganku w Dolinie Kaczej w słowackich Tatrach Wysokich. Opada spod szczytu Ganku oddzielając od siebie dwie wielkie depresje: Żleb Stanisławskiego i Rynnę Szczepańskich przez Władysława Cywińskiego nazywaną Żlebem Świerza. Dolna ostroga filara nie znajduje się jednak u podstawy urwiska, lecz w miejscu, w którym te dwie depresje na wysokości około 1860 m łączą się z sobą tworząc rynnę Birkenmajera. Z tego powodu deniwelacja filara wynosi około 620 m, podczas gdy deniwelacja urwisk wynosi około 750 m.
W filarze są trzy siodełka, na które łatwo można wejść z depresji po ich bokach. Daje to możliwość łatwego wytrawersowania do nich w przypadku konieczności zrezygnowania z dalszej wspinaczki.
- Niżni Gankowy Przechód (ok. 2080 m). Znajduje się powyżej turniczki z ostrym wierzchołkiem i obrywem spowodowanym uderzeniem pioruna. Z siodełka do Rynny Szczepańskich opada stroma ściana o wysokości 40 m, w najniższej części przewieszona, ale do Żlebu Stanisławskiego łatwiejsza, skalisto-trawiasta depresja, w dolnej części zmieniającą się w piarżystą rynnę. Przez siodełko prowadzi jeden z wariantów drogi nr 2 (Dolny Trawers Ganku);
- Pośredni Gankowy Przechód (ok. 2120 m). Jest to niemal poziomy odcinek na grzbiecie filara. Nad nim jest pionowy uskok filara. Zejście z niego do obydwu depresji jest łatwe. Przez siodełko prowadzi jeden z wariantów drogi nr 2 (Środkowy Trawers Ganku);
- Wyżni Gankowy Przechód (ok. 2300 m) znajdujący się pod szczytową kopułą Ganku. Do Rynny Szczepańskich opada z niego stroma ścianka skośnie przecięta krótką rynną, która doprowadza do krótkiej półki, a ta do Rynny Szczepańskich. Do Żlebu Stanisławskiego z siodełka opada płytowo-trawiaste urwisko. Przez siodełko prowadzi droga nr 3 (Górny Trawers Ganku)[1]

## Taternictwo
Północno-wschodnim Filarem Ganku prowadzi droga wspinaczkowa nr 1. Przez siodełka filara przechodzą dwa warianty drogi nr 2 i droga nr 3. Taternicy filarem przechodzą głównie zimą. Wówczas najłatwiejsze dojście pod ostrogę filara prowadzi Rynną Birkenmajera. Droga ma kilka wariantów.
1. Północno-wschodnim filarem; III w skali tatrzańskiej, czas przejścia 4 godz.
2. Środkowy trawers Ganku (z Przełączki pod Kaczą Turnią przez filar Ganku do Żlebu Stanisławskiego); 0+, 30 min
3. Górny Trawers Ganku (z Galerii Gankowej do Żlebu Stanisławskiego); II, 45 min[1].

Pierwsze przejścia filara
- letnie: Wincenty Birkenmajer i Kazimierz Kupczyk 15 lipca 1930 r.
- zimowe: Janusz Vogel i Paweł Vogel 13–15 grudnia 1948 r.

## Historia
Z Północno-wschodnim Filarem Ganku i jego okolicami wiążą się trzy dramatyczne wydarzenia. Opisał je w trzech esejach Wawrzyniec Żuławski w „Tragediach tatrzańskich”:
- w czasie próby pierwszego zimowego przejścia filara z wycieńczenia zmarł słynny taternik Wincenty Birkenmajer („Śmierć Birkenmajera”). Przypadek ten taternicy określają jako Błąd Birkenmajera;
- tragiczny koniec zespołu Andrzej Nunberg-Jerzy Woźniak („W ścianach Rumanowego i Ganku”);
- dramatyczna, ale szczęśliwie zakończona wyprawa R. Hale, W.H. Paryskiego i L. Januszewicza w sierpniu 1937 r. Przez trzy dni, w deszczu, zimnie i bez jedzenia błąkali się po masywie Ganku zdezorientowani z powodu mgły i zmęczenia. Resztkami sił, dzięki uporowi i sile życia trafili na zachód trawersujący zachodnią ścianę Kaczej Turni i zeszli nim do Doliny Ciężkiej („Gdy Tatry ogarnie powódź”). Zachód ten W. Cywiński nazwał Zachodem Paryskiego[1].